# مسالک الابصار فی ممالک الامصار
مسالک الابصار فی ممالک الامصار مهم‌ترین کتاب ابن فضل‌الله عمری است که مشتمل بر ۲۷ جلد کتاب است. این کتاب به زبان عربی نگاشته شده‌است. او این کتاب را در قرن هشتم هجری تألیف کرد. این کتاب تاکنون به‌طور کامل چاپ نشده و فقط قسمت‌هایی از آن به صورت پراکنده به چاپ رسیده‌است.

## موضوع
این کتاب دارای دو بخش است. یکی در خصوص جغرافیا و دیگری دربارهٔ موجودات روی زمین. موضوعات بخش اول شامل تاریخ طبیعی، جغرافیای طبیعی و متعلقات آن به خصوص دربارهٔ مصر و حجاز و شام است.
در بخش دوم مؤلف موجودات زمین را به دو بخش شرقی و غربی تقسیم کرده‌است و ترجمه احوال پزشکان، دولت مردان، دانشمندان، فقها، بزرگان، سیاست مداران را گرد آورده‌است. نویسنده در این بخش تاریخ اقوام مغول هند، ترک‌ها، کردها و لرها را آورده‌است.